# جوب أبوت
جوب أبوت (23 أغسطس 1845 - 18 أغسطس 1896) هو مهندس مدني كندي أمريكي ساعد في بناء العديد من الجسور الحديدة في كندا، بما ذلك جسور السكك الحديدة الكندية الممتدة فوق المساحات المائية مثل جسر سينت لورنت في مقاطعة كيبك في مدينة مونتريال.